# IPTV di Telecom Italia
IPTV di Telecom Italia (già Alice Home TV) è stata una piattaforma televisiva commerciale per l’IPTV offerta a pagamento da Telecom Italia.
Alla sua chiusura è stata rimpiazzata dal TIMvision.

## Storia
IPTV di Telecom Italia, già Alice Home TV, venne lanciato nel 2 dicembre 2005 per un numero limitato di città.
Il 4 ottobre 2007 fu rinnovata ed iniziò ad offrire anche i pacchetti della piattaforma satellitare Sky, tranne alcuni canali e l'HD, dopo che per qualche mese furono disponibili esclusivamente i pacchetti Cinema, Sport e Calcio. Da agosto 2009 fu possibile acquistare eventi sport e calcio di Sky in modalità PPV direttamente dal telecomando.
Il 14 dicembre 2008 la grafica subì un rinnovamento, diventando più intuitiva. Il 4 marzo 2009 fu possibile acquistare i servizi pay di Mediaset Premium e vedere on demand una selezione della programmazione Mediaset gratis e senza spot. Da maggio 2009 venne introdotta la possibilità di visualizzare una selezione di programmi, fiction e calcio Mediaset inclusi nell'abbonamento Mediaset Premium (Bouquet e Calcio).
Ad aprile 2014 fu siglato un nuovo accordo tra Telecom Italia e Sky che prevedeva di poter guardare i contenuti della pay TV su un nuovo decoder a partire dal 2015.
A dicembre 2015, con un messaggio di avviso direttamente sul decoder, Telecom Italia informò i pochi utenti rimasti ancora con il servizio IPTV che a partire dal 1º gennaio 2016 il suddetto servizio sarebbe stato definitivamente interrotto e sostituito dal nuovo servizio TIMvision.

## Tecnologie
IPTV di Telecom Italia utilizzava la tecnologia IPTV su linea ADSL2+ di Telecom Italia.
La piattaforma era destinata al mercato italiano e riservata ai clienti Alice. Per attivarla era necessario sottoscrivere un abbonamento Alice per l'accesso ad Internet su linea ADSL di tipo flat (con traffico incluso nel prezzo), che a sua volta prevede la sottoscrizione di un servizio di telefonia fissa. L'abbonamento poteva essere arricchito sottoscrivendo un contratto con Sky e/o Mediaset Premium. Era anche possibile, pur non essendo abbonati a Sky, visualizzare alcuni eventi sportivi in modalità PPV, acquistando la partita o il pacchetto, tramite telecomando.
Anche per Mediaset Premium era possibile acquistare gli eventi sportivi in PPV, ma solo se si era abbonati a Premium Bouquet. Era inoltre disponibile l'offerta Premium On Demand. I pagamenti venivano fatturati sul conto Telecom Italia.

## Video on demand
La tecnologia IPTV permetteva di usufruire del servizio video on demand, cioè della visione di un programma televisivo di un film, di un concerto, di un documentario o altro tra i contenuti selezionati su richiesta dell'utente, anche in alta definizione. Il contenuto era gestibile dall'utente con funzioni di pausa, avanti e indietro veloce. Nei film e nei concerti il STB ricordava i contenuti parzialmente usufruiti e consentiva di far riprendere la visione dal punto d'interruzione.

## Servizi televisivi
IPTV di Telecom Italia offriva canali televisivi, canali radio, pay per view e on demand. Alcuni canali erano compresi nel canone base, altri prevedevano un canone aggiuntivo. Pochissimi film in video on demand erano compresi nel canone base, molti erano in pay per view.
Il 27 maggio 2009 Telecom Italia modificò l'offerta includendo LA7 e altri canali nel suo pacchetto a pagamento Alice, impedendone la ricezione del segnale in chiaro. In seguito LA7 tornò in chiaro.

### Canali radiotelevisivi in lingua italiana compresi nel canone base
- Rai: Rai 1*, Rai 2*, Rai 3*, Rai 4*, Rai News*, Rai Sport 1*, Rai Sport 2, Rai Gulp*, Rai Storia*, Rai Scuola*
- Mediaset: Canale 5*, Italia 1*, Rete 4*, Boing*, Iris*
- Telecom Italia Media e MTV Italia: LA7, MTV, QOOB*
- Gruppo Editoriale L'Espresso: Deejay TV*, Repubblica TV*
- Sportitalia*, Sportitalia 2*
- Sky: Cielo*
- I canali d'informazione in lingua italiana: Euronews, Class CNBC, ClassTV, Class Life Channel
- Il canale televisivo dedicato agli under 30: Bonsai
- Il canale dedicato ai trailer di film: Coming Soon Television*
- Il canale dedicato ai motori: Nuvolari

### Canali televisivi non in lingua italiana compresi nel canone base
- BBC World News*
- CNN
- France 24 (nelle edizioni in francese e in inglese)
- Al Jazeera ed Al Jazeera English
- Deutsche Welle

### Canali televisivi con canone aggiuntivo
- Quasi tutti i canali televisivi a definizione standard della piattaforma Sky (un numero ristretto non era in lingua italiana)
- Calcio e Sport di Sky, sia in abbonamento sia in modalità PPV con addebito in bolletta
- La versione di Mediaset Premium per IPTV che prevedeva Premium Bouquet e Premium Calcio
- Possibilità di acquistare singoli eventi Premium Calcio in PPV se si era abbonati al pacchetto Premium Bouquet
- Premium On Demand, previo abbonamento Mediaset Premium

### Canali radio con canone aggiuntivo
- Le radio di Sky Music.

### Canali televisivi on demand
- Multisala
- Alice +
- Poltronissima
- Adult
- Intrattenimento
- Concerti
- Notizie
- Mondo Mediaset
- Verde Sport

Ogni 100 canali televisivi era presente Vetrina Alice (Preview Channel).

## Copertura geografica
Le linee ADSL2+ di Telecom Italia, su cui era disponibile IPTV di Telecom Italia, erano la maggior parte di quelle complessive in tecnologia ADSL2+.
Nel 2010 tale servizio era disponibile in tutti i capoluoghi di provincia e in parte delle rispettive aree territoriali di competenza. Sono spesso stati segnalati casi in cui le linee telefoniche non riuscivano a garantire con continuità il servizio.
Attualmente il servizio IPTV di Telecom Italia è stato sostituito dalla piattaforma TIMvision.

## Dotazioni per l'utente
Per usufruire del servizio occorrevano un ricevitore e un modem "Alice Gate 2+ Wi-Fi", entrambi forniti da Telecom.
Tale set-top box era l'unico che permetteva di fruire di IPTV di Telecom Italia: non esistevano, infatti, in commercio televisori predisposti per la fruizione di tale servizio senza set-top box.
Il decoder di Telecom era anche un ricevitore digitale terrestre, che ne permetteva la visione anche senza bisogno di collegamento ad una linea ADSL, ma necessitava di un collegamento all'antenna TV. 
Tale decoder non era in grado di ricevere canali DTT a pagamento, né i servizi interattivi in standard MHP: non era quindi in grado di funzionare con le schede di proprietà di Mediaset Premium, come un normale digitale terrestre, mentre erano fruibili attivando il corrispondente servizio, erogato tramite linea ADSL.
Questa limitazione faceva parte delle personalizzazioni introdotte da Telecom, in quanto il ricevitore sarebbe stato in grado di gestire l'MHP 1.0.3 qualora implementato a livello firmware.
Da novembre 2008 si poteva ricevere il servizio interattivo di Sky TG24.
Caratteristiche del set-top box erano la presenza del Parental control, del PIN per l'acquisto protetto di contenuti in pay per view e di un'uscita HDMI che lo rendeva compatibile con l'HDTV, così da poter ricevere servizi interattivi in alta definizione.

## Ricezione DTT HD
Il ricevitore DTT consentiva la sintonizzazione di programmi DTT in alta definizione. Con l'STB HY100, progettato e distribuito da Pirelli, era possibile ricevere questi canali.